# Bacopa rotundifolia
Bacopa rotundifolia là một loài thực vật có hoa trong họ Mã đề. Loài này được (Michx.) Wettst. mô tả khoa học đầu tiên năm 1891.